# Stephen Dorff
Stephen Hartley Dorff Jr. (Atlanta, Georgia; 29 de julio de 1973) es un actor estadounidense, conocido por su papel de Deacon Frost en Blade y por sus apariciones como modelo en los vídeos musicales de las canciones Cryin', de Aerosmith, y Everytime, de Britney Spears.

## Biografía
Dorff nació en Atlanta, Georgia, hijo de Nancy y Steve Dorff, que es compositor y productor musical. Su padre es judío y su madre era católica, y Dorff ha declarado que fue "criado medio judío". El hermano de Dorff, Andrew (1976-2016), fue compositor de música country. Se crio en Los Ángeles, donde trabajaba su padre, y empezó a actuar de niño, apareciendo en anuncios para Kraft y Mattel. Dorff asistió a varios colegios privados.
Su padre trasladó a la familia a Los Ángeles para asentar su carrera como compositor y Stephen pasó su infancia y adolescencia como el alumno más pobre del colegio más caro de California.

## Carrera
Su carrera como actor empezó a los 12 años con pequeños papeles en series como Blanco y Negro, protagonizada por Gary Coleman, y películas como In Love and Ward, protagonizada por James Woods. 
Poco después protagonizó la película de terror The Gate, por la cual recibió una nominación a los Young Artist Awards como mejor actor en una película de terror. Su carrera prosiguió con papeles aún pequeños en series como Married... with children y Rossanne, hasta que en 1992 pasó a interpretar papeles más adultos en películas como The Power of One, la cual protagonizó junto a Morgan Freeman, y Judgment Night, de 1993, la cual contaba con un elenco de nuevas estrellas como Cuba Gooding Jr, Emilio Estévez y Jeremy Piven, y en la que se encargó de la dirección Stephen Hopkins. 
Un año más tarde llegó el que Stephen considera el papel de su vida y el que le dio la fama y el respeto como actor al interpretar a Stuart Sutcliffe, el quinto Beatle en Backbeat.
Después vinieron roles sin mucha trascendencia. 
En 1996 recobró pujanza con dos papeles: interpretó a un transexual en la película Yo disparé a Andy Warhol, y participó en Sangre y vino de Bob Rafelson, junto a Jack Nicholson y Jennifer Lopez.
En 1998 le llegó el personaje que le hizo ganar fanes en todo el mundo: el vampiro Deacon Frost en el éxito taquillero Blade, rol por el que ganó el premio a mejor villano en los MTV Movie Awards. En 2000 rodó junto a Melanie Griffith la comedia Cecil B. Demented, de John Waters.
En 2010 fue elegido por Sofia Coppola para protagonizar el filme Somewhere, donde encarna a una estrella de cine que ve modificar su vida con la llegada de su hija preadolescente, rol que llevó a cabo Elle Fanning, hermana de la actriz Dakota Fanning.
Dorff apareció como la estrella del porno Dick Shadow en la comedia de la industria del sexo Bucky Larson: Nacido para ser una estrella, una película producida por Adam Sandler, que también coescribió el guion. Dorff ha aparecido en anuncios televisivos e impresos de blu eCigs, una empresa de cigarrillos electrónicos. Dorff también protagonizó The Motel Life junto a Emile Hirsch, Dakota Fanning y Kris Kristofferson y la película de drama criminal Officer Down. En 2013, fue invitado de honor en 6º Off Más Cámara En 2017, interpretó al obsesionado Ranger de Texas Hal Hartman en la precuela de La matanza de Texas Leatherface. Dorff protagonizó al detective Roland West en la tercera temporada de la serie de HBO True Detective.

## Filmografía

### Cine
- The Gate (1987)
- Always Remember I Love You (1992)
- The Power of One (1992)
- An Ambush of Ghosts (1993)
- Judgment Night (1993)
- Rescue Me (1994)
- Backbeat (1994)
- S.F.W. (1994)
- Innocent Lies (1995)
- Reckless (1995)
- Yo disparé a Andy Warhol (1996)
- Sangre y vino (1996)
- Space Truckers (1996)
- City of Industry (1997)
- Blade (1998)
- Earthly Possessions (1999)
- Entropy (1999)
- Quantum Project (2000) Película de internet
- Cecil B. Demented (2000)
- The Last Minute (2001)
- Zoolander (2001) Cameo
- Deuces Wild (2002)
- Steal (2002)
- FeardotCom (2002)
- Den of Lions (2003)
- Cold Creek Manor (2003)
- Alone in the Dark (2005)
- Tennis, Anyone...? (2005)
- Shadowboxer (2005)
- World Trade Center (2006)
- Covert One: The Hades Factor (2006) (mini)
- Felon (2008)
- Enemigos públicos (2009)
- Somewhere(2010)
- Immortals (2011)
- Carjacked (2011)
- Brake (2012)
- Zaytoun (2012)
- The Iceman  (2012)
- The Motel Life (2012)
- La deuda (2015)
- American Hero (2016)
- Albion: The Enchanted Stallion (2016)
- Leatherface (2017)
- En lucha (2020)
- Old Henry (2021)
- Paradise City (2022)[10]
- Divinity (2023)

### Series
- .45 (2006)
- Nanking (2007)
- The Passage (2007)
- Botched (2007)
- XIII (2008) (TV)
- Black Water Transit (2009)
- Born to Be a Star (2011)
- True Detective (2019)
- Los Gemstone (2019)

### Videojuegos
- Far Cry Instincts (2005)